# Yichun (Jiangxi)
Yichun (cinese: 宜春; pinyin: Yíchūn) è una città-prefettura della Cina nella provincia dello Jiangxi.

## Suddivisioni amministrative
- Distretto di Yuanzhou
- Fengcheng
- Zhangshu
- Gao'an
- Contea di Tonggu
- Contea di Jing'an
- Contea di Yifeng
- Contea di Fengxin
- Contea di Wanzai
- Contea di Shanggao